# Призрак Ёцуи
«Призрак Ёцуи» (яп. 新釈四谷怪談, Ёцуя кайдан; англ. The Yotsuya Phantom) — мистический фильм режиссёра Кэйсукэ Киносита, вышедший на экраны в 1949 году. Экранизация классической театральной пьесы Нанбоку Цуруя IV (1755—1839), рассказывающей историю о красавице Оиве, обезображенной и убитой собственным мужем Иэмоном Тамия.

## Сюжет
Часть I:
Главный герой повествования обнищавший ронин Иэмон Тамия не может примириться со своим бедственным положением, мечтая о более хорошей жизни и благосостоянии. Жена Иэмона красавица Оива, которая очень любит его и практически пред ним преклоняется, так как он вытащил её из более ужасного существования. В прошлой жизни Оива была проституткой.
В Иэмона влюбилась Оумэ,  дочь богатого торговца Итимондзии. Иэмон встречается с её отцом, который знает о личной жизни ронина и делает ему заманчивое предложение. Итимондзия, имеющий нужные связи обещает обедневшему ронину найти хорошую работу и отдать ему в жёны свою дочь, но при условии, что Иэмон расстанется со своей супругой. Иэмона начинают грызть сомнения: с одной стороны он очень любит Оиву, а с другой стороны его манит перспектива жизни в благосостоянии.
Между тем, недавно вышедший из тюрьмы преступник Кохэй, попавший в заключение из-за любви к Оива (он был её клиентом, когда она работала в чайном домике), ищет встречи с ней. Его бывший сокамерник Наоскэ, у которого свои планы на получение богатства подталкивает Кохэя на встречу с Оивой и в то же время рассказывает её мужу об измене супруги. Он также подталкивает Иэмона на то, чтоб он отравил супругу. И хотя Иэмон не находит подтверждения измены возлюбленной, он тем не менее просит её о разводе. Но Оива, ползая пред Иэмоном на коленях просит пощадить её от такой участи. Ведь она очень любит своего супруга и не представляет своей дальнейшей жизни без него. Для неё лучше умереть, чем развестись. Однако, в пылу ссоры Иэмон толкает Оиву и она падает лицом в чан с кипятком. У неё обезображено ожогом лицо, а Иэмон поит несчастную отравленным чаем. Оива умирает. К этому времени в доме появляются Кохэй, Наоскэ и сосед Такуэцу. Влюблённый в Оиву Кохэй в гневе кидается на Иэмона, но будет убит в пылу борьбы.
Часть II:
Иэмон Тамия и Наоскэ принуждают старика-соседа Такуэцу помочь им избавиться от мёртвых тел Оивы и Кохэя. Как и предполагалось, Иэмон женится на Оумэ, дочери богатого торговца Итимондзии и Наоскэ начинает шантажировать его, вымогая деньги. Мать Кохэя ищет сына, находясь в тревожном предчувствии, что он уже мёртв. Поисками занимается и Осодэ, сестра Оивы, обращаясь за помощью к лейтенанту полиции Тацугуро.
Иэмон страдает от приступов галлюцинаций: ему часто видится призрак убитой им жены. В конце концов Иэмон сходит от этого с ума и начинается разлад взаимоотношений в семье.
Полицейские находят в канаве тела убитых Оивы и Кохэя. Наоскэ убивает Такуэцу, шантажировавшего его, после чего он вознамерился ограбить торговца Итиномондзия, тестя Иэмона. На месте преступления его застаёт бывшая возлюбленная Омаки, служившая в этом доме и пытается его остановить. При этом возгорается дом. На шум и возникший пожар сбегаются люди, в том числе и Иэмон, который вступает в схватку со злодеем. Сражающиеся Иэмон и Наоскэ гибнут в пламени пожара.

## В ролях
- Кэн Уэхара — Иэмон Тамия
- Кинуё Танака — Оива / Осодэ
- Харуко Сугимура — Омаки, служанка Оумэ
- Кэйдзи Сада — Кохэй
- Кэн Мицуда — Такуэцу
- Дзюкити Уно — муж Осодэ
- Тёко Иида — мать Кохэя
- Дайсукэ Като — Синкити, бывший муж Омаки
- Осаму Такидзава — Наоскэ

## Премьеры
- — 5 июля 1949 года состоялась национальная премьера I части фильма в Токио[1].
- — 16 июля 1949 года состоялась национальная премьера II части фильма в Токио[2].

## О фильме
Сюжет киноленты значительно изменён по отношению к первоисточнику — классической пьесы театра кабуки 1825 года в авторстве Нанбоку Цуруя, в данном случае авторы сценария сделали фильм более психологическим, нежели оригинал.
Одним из авторов сценария выступил Масаки Кобаяси, впоследствии знаменитый кинорежиссёр, прославившийся более всего фильмом «Кайдан», являющемся также как и «Призрак Ёцуи» экранизацией мистических легенд японского фольклора. 